# Jean-Michel Aguirre
Jean-Michel Aguirre (Tostat, 2 novembre 1951) è un ex rugbista a 15 e allenatore di rugby a 15 francese, in carriera agonistica attivo come mediano di mischia e spesso estremo per il Bagnères, nonché 39 volte internazionale per la Francia.
È stato allenatore dello stesso Bagneres e poi Benetton e Pau.

## Biografia
Jean-Michel Aguirre ha trascorso tutta la carriera agonistica a Bagnères-de-Bigorre con cui raggiunse due finali per il titolo nazionale (1979 e 1981). Grazie alle sue doti con il piede venne presto convocato in nazionale e fino al 1980 fece 39 apparizioni mettendo a segno 132 punti. Vinse il Cinque Nazioni 1977 contribuendo al Grande Slam dei Blues.
Nell'aprile 1980 venne selezionato per due partite con i Barbarians giocando con Cardiff RFC e Swansea, segnando dodici punti nella prima partita.
Appesi gli scarpini, iniziò la carriera da allenatore proprio a Bagnères cui seguirono le esperienze al Benetton e poi al Pau in coppia con Jacques Brunel dove vinse la Challenge Cup 1999-2000.

### Altre attività
Durante la sua carriera da giocatore, ha lavorato come insegnante di educazione fisica a Tarbes. Dopo la carriera da allenatore è stato per vent'anni dirigente dell'amministrazione comunale, responsabile cultura e sport presso il municipio di Bagnères (1992-2002) e poi direttore di una stazione sciistica a La Mongie fino al 2012.